# Sant Miquel de Casa Cortit
Sant Miquel de Casa Cortit fou una capella romànica del mas Casa Cortit, al poble de Castissent, de l'antic terme municipal Fígols de Tremp, integrat actualment en el de Tremp, de la comarca del Pallars Jussà.
Només es conserven restes, d'aquesta església romànica. Situades a un centenar de metres de la casa, pel costat sud-est, a la vora del camp i prop d'una font, es poden reconèixer la primera filada encastada a la roca que li fa de base. Era una capella petita, però es pot reconèixer perfectament el traçat de l'absis semicircular, a llevant, i de l'arrencada de la nau.
El camp que queda al nord de les restes continua anomenant-se les Feixes de Sant Miquel, per la qual cosa s'ha pogut saber l'advocació d'aquesta capella, de la qual no hi ha documentació.